# Горан С. Ђорђевић
Проф. др Горан С. Ђорђевић (Ниш, 27. септембар 1969 — Ниш, 6. јун 2018) био је редовни професор Електронског факултета Универзитета у Нишу и помоћник градоначелника Ниша у области напредних технологија.

## Биографија
Рођен је 27. септембра 1969. године у Нишу, где је завршио ОШ „21 мај“ и Гимназију Бора Станковић, као носилац Вукове дипломе. Од 1983. године био је резервни официр за радарско осматрање и навођење.
Електронски факултет у Нишу уписује 1983. године, а завршава га 1988. године као најбољи прводипломирани студент генерација и носилац Сребрне значке Универзитета у Нишу. Магистрирао је 1992. године, а докторирао 1995. на Електронском факултету у Нишу, где је постао редовни професор 2006. године.
Био је оснивач и руководилац Лабораторије за роботику и аутоматизацију, једна од водећих лабораторија ове области у региону. Држао је наставу из предмета у области роботике, мехатронике и аутоматског управљања. Објављао је дужност шефа катедре за Аутоматику на Електронском факултету у Нишу, а држао је наставу и на Електротехничком факултету Универзитета у Источном Сарајеву, као гостујући професор.
Усавршавао се три године у Џон Хопкинс школи биомедицинског инжењерства у Сједињеним Државама и две године у школи Fraunhofer IPK у Немачкој.
Био је иницијатор и руководилац више од десет пројеката одрађених у оквиру међународне сарадање, као и иницијатор великог броја националних пројеката.
Течно је говорио енглески језик, а служио се и немачким. Током своје каријере добио је велики број награда и признања за свој рад, а међу њима и Плакету Електронског факултета Универзитета у Нишу.
Од 2016. године био је на функцији помоћника градоначелника Ниша у области наука и напредних технологија.
Преминуо је 6. јуна 2018. године у Нишу. Комеморација поводом смрти одржана је на Електронском факултету у Нишу, а сахрањен је 8. јуна на Новом гробљу у Нишу.